# Centrolobium tomentosum
Centrolobium tomentosum är en ärtväxtart som beskrevs av George Bentham. Centrolobium tomentosum ingår i släktet Centrolobium och familjen ärtväxter. Inga underarter finns listade i Catalogue of Life.

## Bildgalleri

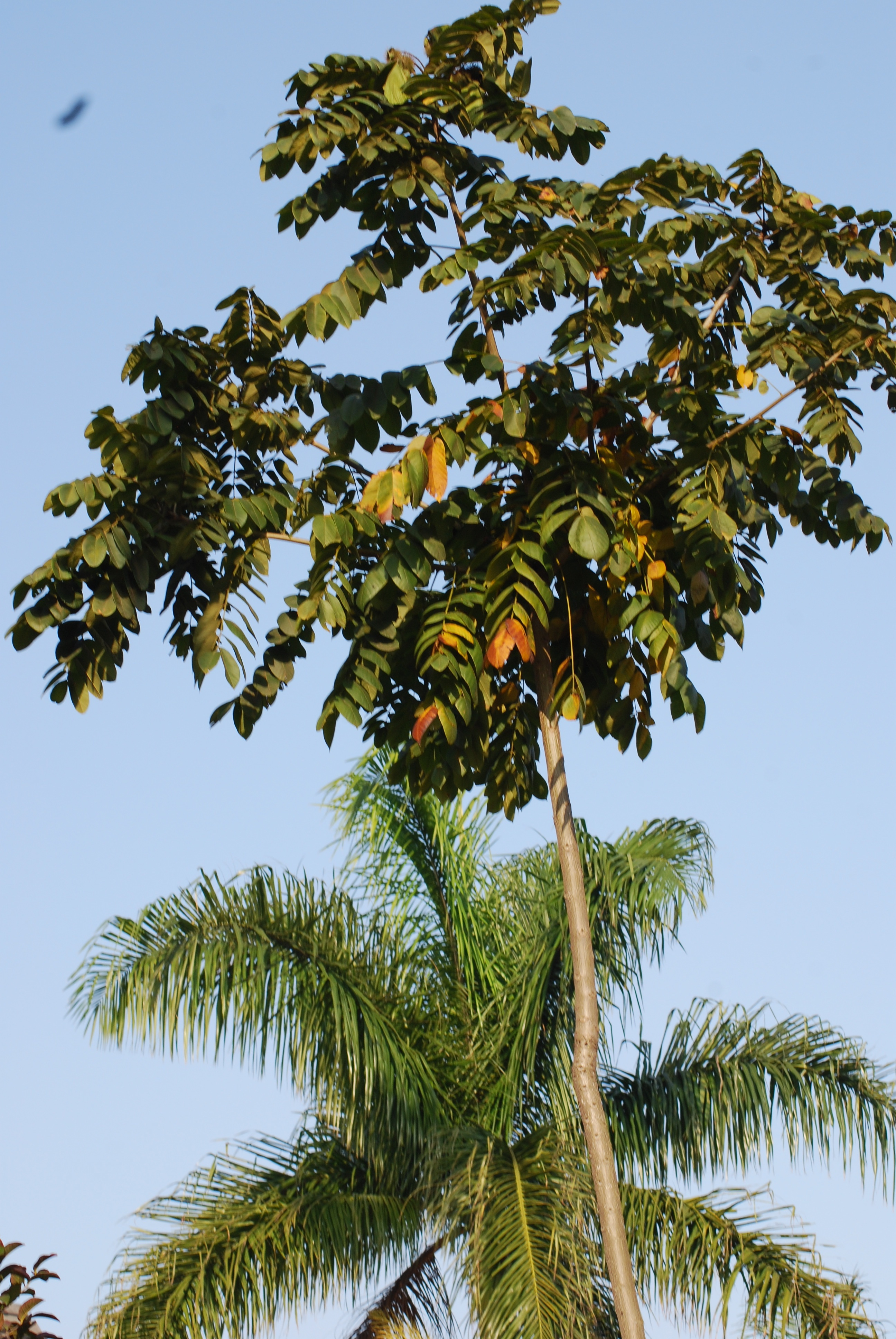
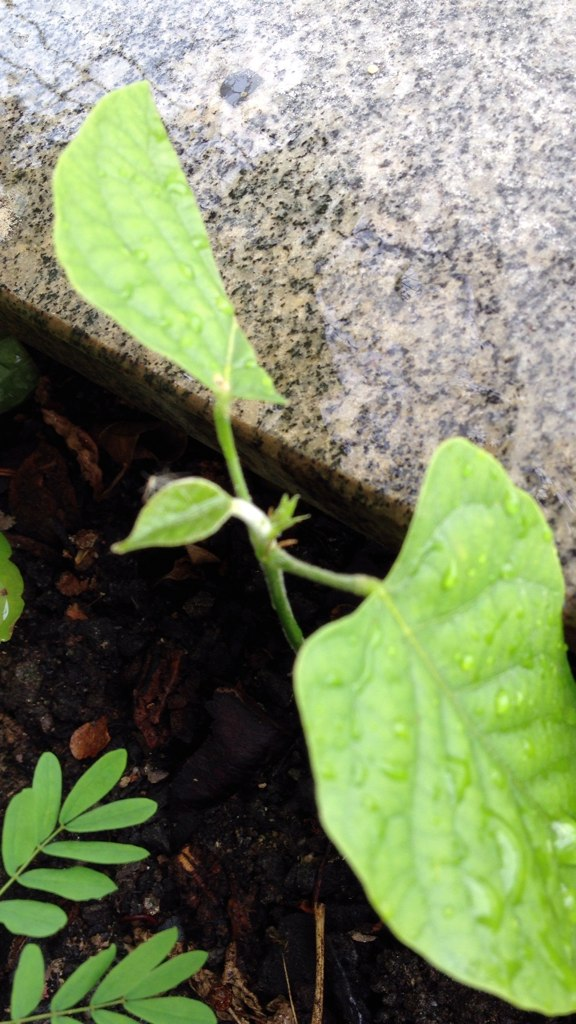
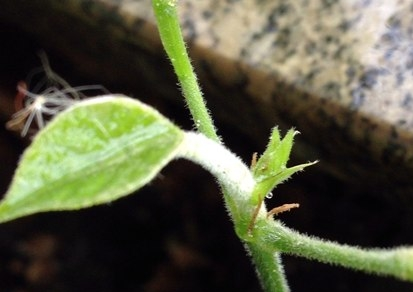
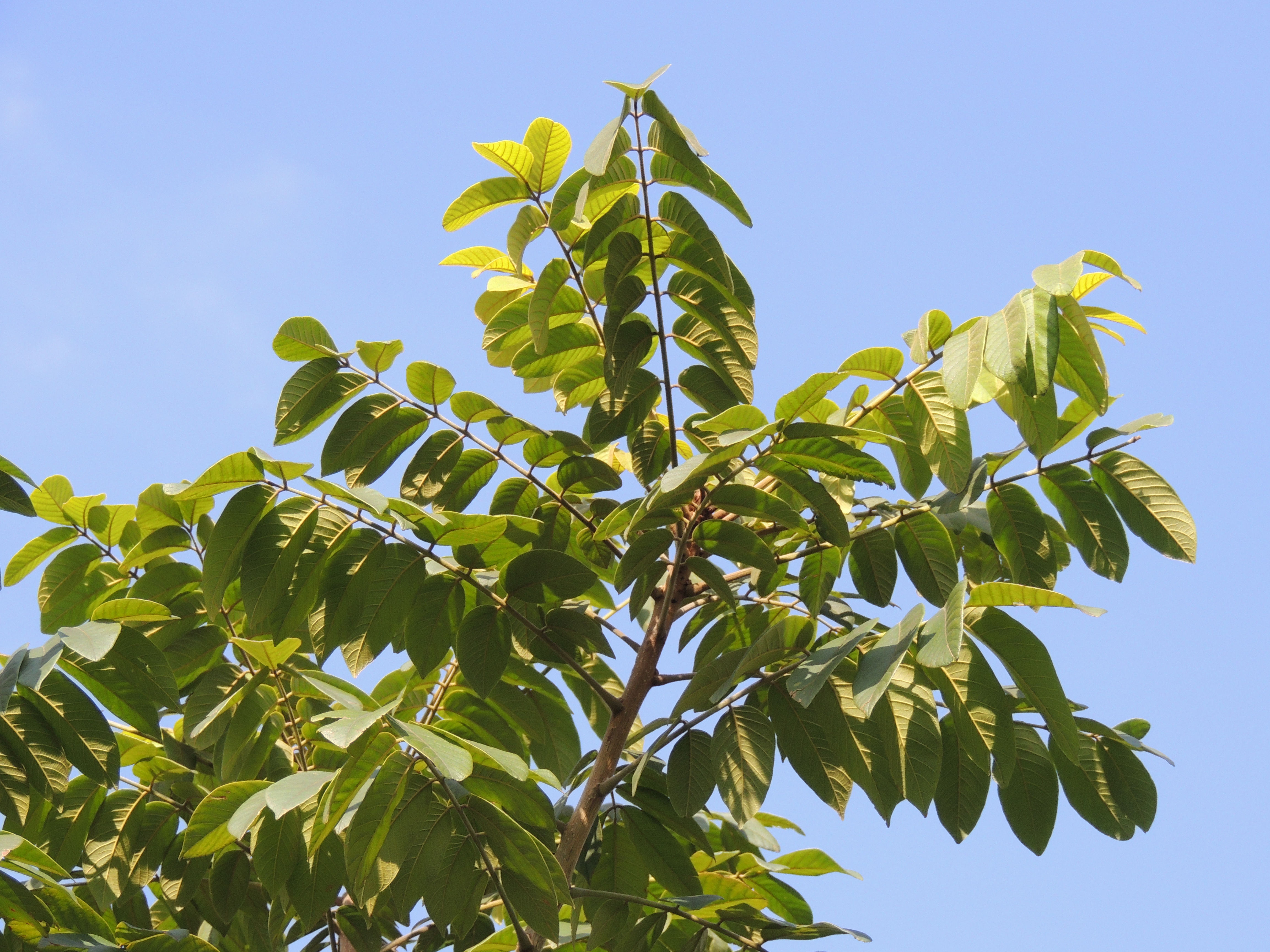